# ニヘル・シェイフルフ
ニヘル・シェイフルフ（Nihel Cheikh Rouhou 1987年1月5日- ）はチュニジアのスファックス出身の柔道選手。階級は78kg超級。身長165cm。チクロホウと表記される場合もある。

## 人物
2005年のアフリカジュニア柔道選手権大会78kg超級で優勝した。2007年にはアフリカ競技大会の無差別で優勝すると、世界選手権でも7位になった。2008年には世界警察柔道選手権大会の78kg超級と無差別で2階級制覇を果たした。北京オリンピックでは2回戦で敗れた。なお、アフリカ選手権の78kg超級と無差別ではこの年から4年連続して2階級制覇を達成した。2009年にはグランドスラム・モスクワで決勝まで進むが、日本の塚田真希に敗れた。地中海競技大会では3位だったものの、フランス語圏競技大会では優勝した。2011年にはアフリカ競技大会とパンアラブ競技大会で優勝を果たした。2012年のアフリカ選手権では78kg超級と無差別でともに2位にとどまると、ロンドンオリンピックでは初戦でブラジルのマリア・アルテマンに浮落で敗れた。2013年のアフリカ選手権では2年ぶり5度目となる78kg超級と無差別での優勝を飾った。2014年のアフリカ選手権では78kg超級で優勝するが、無差別では2位だった。世界選手権では2度目の7位となった。2015年にはグランプリ・デュッセルドルフで決勝まで進むも日本の山部佳苗に敗れた。アフリカ選手権では2年ぶり6度目となる78kg超級と無差別での優勝を飾った。アフリカ競技大会では3連覇を飾った。2016年にはアフリカ選手権では78kg超級で優勝するが、無差別では3位だった。グランドスラム・バクーでは3位になった。2016年のリオデジャネイロオリンピックでは7位だった。2017年11月には1年3か月ぶりの国際大会となる世界選手権(無差別)に出場すると、準々決勝でキューバのイダリス・オルティスに敗れるがその後の敗者復活戦を勝ち上がって3位となり、30歳にして初めて世界選手権でのメダルを獲得することになった。2021年7月に日本武道館で開催された東京オリンピックでは2回戦で敗れた。
IJF世界ランキングは2880ポイント獲得で12位(22/6/27現在)。

## 主な戦績
- 2005年 - アフリカジュニア柔道選手権大会　優勝
- 2005年 - フランス語圏競技大会　3位
- 2007年 - アフリカ競技大会　78kg超級　3位　無差別　優勝
- 2007年 - 世界選手権　7位
- 2008年 - アフリカ選手権　78kg超級　優勝　無差別　優勝
- 2008年 - 世界警察柔道選手権大会　78kg超級　優勝　無差別　優勝
- 2009年 - アフリカ選手権　78kg超級　優勝　無差別　優勝
- 2009年 - グランドスラム・モスクワ　2位
- 2009年 - 地中海競技大会　3位
- 2009年 - フランス語圏競技大会　優勝
- 2010年 - グランドスラム・パリ　2位
- 2010年 - アフリカ選手権　78kg超級　優勝　無差別　優勝
- 2010年 - グランプリ・チュニス　2位
- 2011年 - アフリカ選手権　78kg超級　優勝　無差別　優勝
- 2011年 - アフリカ競技大会　優勝
- 2011年 - パンアラブ競技大会　78kg超級　優勝　無差別　3位
- 2012年 - アフリカ選手権　78kg超級　2位　無差別　2位
- 2013年 - アフリカ選手権　78kg超級　優勝　無差別　優勝
- 2013年 - 地中海競技大会　2位
- 2014年 - アフリカオープン・カサブランカ　優勝
- 2014年 - グランプリ・サムスン　優勝
- 2014年 - アフリカ選手権　78kg超級　優勝　無差別　2位
- 2014年 - 世界選手権　7位
- 2015年 - アフリカオープン・チュニス　2位
- 2015年 - グランプリ・デュッセルドルフ　2位
- 2015年 - グランプリ・サムスン　2位
- 2015年 - アフリカ選手権　78kg超級　優勝　無差別　優勝
- 2015年 - ワールドマスターズ　5位
- 2015年 - グランプリ・ブダペスト　2位
- 2015年 - グランドスラム・チュメニ　5位
- 2015年 - アフリカ競技大会　優勝
- 2016年 - アフリカオープン・チュニス　優勝
- 2016年 - アフリカ選手権　78kg超級　優勝　無差別　3位
- 2016年 - グランドスラム・バクー　3位
- 2016年 - ワールドマスターズ　5位
- 2016年 - グランドスラム・チュメニ　2位
- 2016年 - リオデジャネイロオリンピック 7位
- 2017年 -　世界選手権(無差別)　3位
- 2018年 -　グランプリ・チュニス　3位
- 2018年 -　グランドスラム・デュッセルドルフ　2位
- 2018年 - アフリカ選手権　　78kg超級　優勝　無差別　優勝
- 2018年 - 地中海競技大会　2位
- 2018年 - グランプリ・ザグレブ　2位
- 2018年 - グランプリ・ブダペスト　3位
- 2019年 - グランプリ・マラケシュ　3位
- 2019年 - アフリカ選手権　　優勝
- 2019年 - グランプリ・ブダペスト　2位
- 2019年 -グランプリ・ザグレブ　5位
- 2019年 -　グランドスラム・アブダビ　3位
- 2020年 -　グランドスラム・ブダペスト　2位
- 2021年 -　ワールドマスターズ　3位
- 2021年 -　グランドスラム・タシケント　3位
- 2021年 -　グランドスラム・アンタルヤ　3位
- 2021年 - アフリカ選手権　　優勝
- 2021年 -　世界選手権　7位
- 2022年 -　アフリカンオープン・チュニス 優勝
- 2022年 -　グランドスラム・トビリシ 2位
- 2022年 -　地中海競技大会　2位

(出典、JudoInside.com)